# Хризантема (противотанковый ракетный комплекс)
«Хризанте́ма» (Индекс комплекса/ракеты — 9К123/9М123, по классификации НАТО — AT-15 Springer) — самоходный противотанковый ракетный комплекс.
Был разработан в Коломенском КБ машиностроения, выпускается на Саратовском агрегатном заводе. Предназначен для поражения танков (в том числе оснащённых динамической защитой), БМП и других легкобронированных целей, инженерных и фортификационных сооружений, надводных целей, малоскоростных воздушных целей, живой силы (в том числе в укрытиях и на открытых площадках).
Комплекс имеет комбинированную систему управления ракетами:
- автоматическая радиолокационная в миллиметровом диапазоне с наведением ракеты в радиолуче;
- полуавтоматическая с наведением ракеты в луче лазера

На пусковой установке одновременно могут быть установлены два контейнера с ракетами. Пуск ракет выполняется последовательно.
Боекомплект ПТРК «Хризантема-С» состоит из двух типов ПТУР в ТПК: 9М123 с надкалиберной тандемно-кумулятивной БЧ и ракет 9М123Ф с фугасной (термобарической) БЧ.

## Описание конструкции
Основной задачей боевого комплекса является борьба с бронированной техникой противника. Отсутствие противоснарядного бронирования, а также возможность производить пуск ракет только с места обуславливают для данной установки оборонительную тактику боя с вражескими соединениями бронетехники. Один из немногих комплексов со сверхзвуковой скоростью полёта ПТУР и единственный всепогодный и всесуточный с 2 независимыми каналами наведения.
Предполагается, что отряд из нескольких «Хризантем» способен противостоять в обороне значительно превосходящим силам противника. Комплекс за счет наличия независимых систем наведения может одновременно обстреливать две цели.
Характеристики комплекса также обеспечивают возможность борьбы с малоскоростными воздушными целями, такими как низколетящие вертолеты.
В состав комплекса 9К123 входят:
1. Боевые средства в виде боевой машины 9П157, вооружённой ракетами 9М123 и 9М123Ф;
2. 9В945 — контрольно-проверочная машина для проведения ТО-2 боевой машины 9П157;
3. 9В990 — контрольно-проверочная машина для проведения проверок управляемых ракет 9М123 и 9М123Ф, а также их учебных и тренировочных вариантов;
4. 9В946 — комплект аппаратуры для проверки ракет;
5. 9Ф852 — тренажёр для обучения;
6. 9Ф734 — учебная мишень.

### Боевая машина 9П157
Боевая машина 9П157 создана на базе боевой машины пехоты БМП-3. Экипаж машины состоит из 2 человек. В транспортно-пусковых контейнерах располагаются 15 противотанковых управляемых ракет. Машина обладает высокой проходимостью и способна действовать в условиях поражающих факторов оружия массового поражения. На выдвижной пусковой установке располагаются два транспортно-пусковых контейнера с ракетами. Левее контейнеров находится антенна радиолокационной станции. В корпусе находится боеукладка. По команде оператора из боеукладки может выбираться необходимый тип ракеты, при этом все процессы полностью автоматизированы.

### ПТУР9М123
Ракета 9М123 имеет два варианта исполнения:
1. 9М123 — с тандемно-кумулятивной боевой частью;
2. 9М123Ф — с термобарической боевой частью;

Ракета выполнена по нормальной аэродинамической схеме с диаметром боевой части 152 мм. В хвостовой части ракеты располагается привод рулей ракеты, которые находятся перед сопловым блоком и размещены перпендикулярно оси сопел. Ракеты способны поражать цели на дальности от 400 до 5000 метров при наведении по лазерному лучу и от 400 до 6000 метров при наведении по радиоканалу. Скорость поражаемых наземных целей составляет до 60 км/ч, воздушных — до 340 км/ч. Бронепробиваемость ракеты с кумулятивной боевой частью составляет 1100 мм за динамической защитой.
Основные ТТХ ПТУР 9М123:
- Максимальная дальность пуска ПТУР 9М123: 5000 м
- Максимальная дальность пуска ПТУР 9М123-2: 6000 м
- Минимальная дальность пуска: 400 м
- Вес ракеты в ТПК: 54 кг
- Стартовый вес ракеты: 46 кг
- Вес кумулятивной БЧ: 8.0 кг
- Вес ВВ: 6.0 кг
- Максимальный диаметр ракеты: 152 мм
- Максимальная длина ракеты: 2.04 м
- Максимальный размах крыла: 0.31 м
- Двигатель ракеты: твердотопливный
- Средняя маршевая скорость ракеты: около 400 м/с
- Максимальная бронепробиваемость тандемной кумулятивной БЧ (гомогенной брони за НДЗ при угле встречи 90град): 1250 мм.

## Модификации
Помимо базового варианта разработана модифицированная версия комплекса «Хризантема-С», получившая обозначение 9К123-1. Вместо боевой машины 9П157 в составе комплекса используется боевая машина 9П157-2. В дополнение к ней в комплекс включена боевая машина командира взвода 9П157-3 и боевая машина командира батареи 9П157-4. В задачи боевой машины 9П157-3 входит управление огневым взводом БМ 9П157-2 и выполнение поставленных командиром батареи боевых задач. Боекомплект БМ 9П157-3 составляет 15 ПТУР 9М123. Машина командира батареи 9П157-4 осуществляет выдачу целеуказаний боевым машинам 9П157-2 и 9П157-3, а также ведёт разведку местности и прикрывает батарею от прорвавшейся в её расположение живой силы противника.

## Операторы
- Россия
  - Сухопутные войска — 28 комплексов[6].
- Азербайджан
  - Сухопутные войска — 18 комплексов[7].
- Ливия — 14 боевых машин 9П157-2 и 650 ПТУР 9М123 поставлены из России в период с 2010 по 2013 годы[8].